# Arnold van den Berg
Arnoldus Henricus Andreas (Arnold) van den Berg (Oisterwijk, 7 september 1934 – Teteringen, 15 augustus 2018) was een Nederlands politicus van het CDA.
Hij heeft sociologie en daarna MO pedagogiek gestudeerd. Vanaf 1959 was hij ongeveer 15 jaar werkzaam in het katholieke jeugd- en jongerenwerk in onder andere Drenthe en Noord-Brabant. In februari 1984 werd Van den Berg benoemd tot burgemeester van Teteringen. Bij de gemeentelijke herindeling van 1 januari 1997 ging die gemeente op in de gemeente Breda waarmee zijn functie kwam te vervallen. In 2018 overleed hij op 83-jarige leeftijd.